# Gottfried Franzois
Gottfried Franzois (* im 14. Jahrhundert; † 4. Januar 1433) war Domherr in Münster.

## Leben
Gottfried Franzois entstammte dem märkischen Rittergeschlecht Franzois. Seine genaue Herkunft ist nicht überliefert. Als Domherr zu Münster findet er erstmals am 13. März 1407 urkundliche Erwähnung. Am 9. Juni 1412 ist er als Propst des Alten Doms zu Münster belegt. Ab Dezember 1419 übernahm er das Amt des Dombursars. In dieser Funktion war er für den geordneten Wirtschaftsbetrieb des Domkapitels verantwortlich. 1422 verzichtete Gottfried auf die Präbende am Alten Dom. Er blieb bis zu seinem Tode im Amt des Domherrn und des Dombursars.